# Idioma guerneseyés

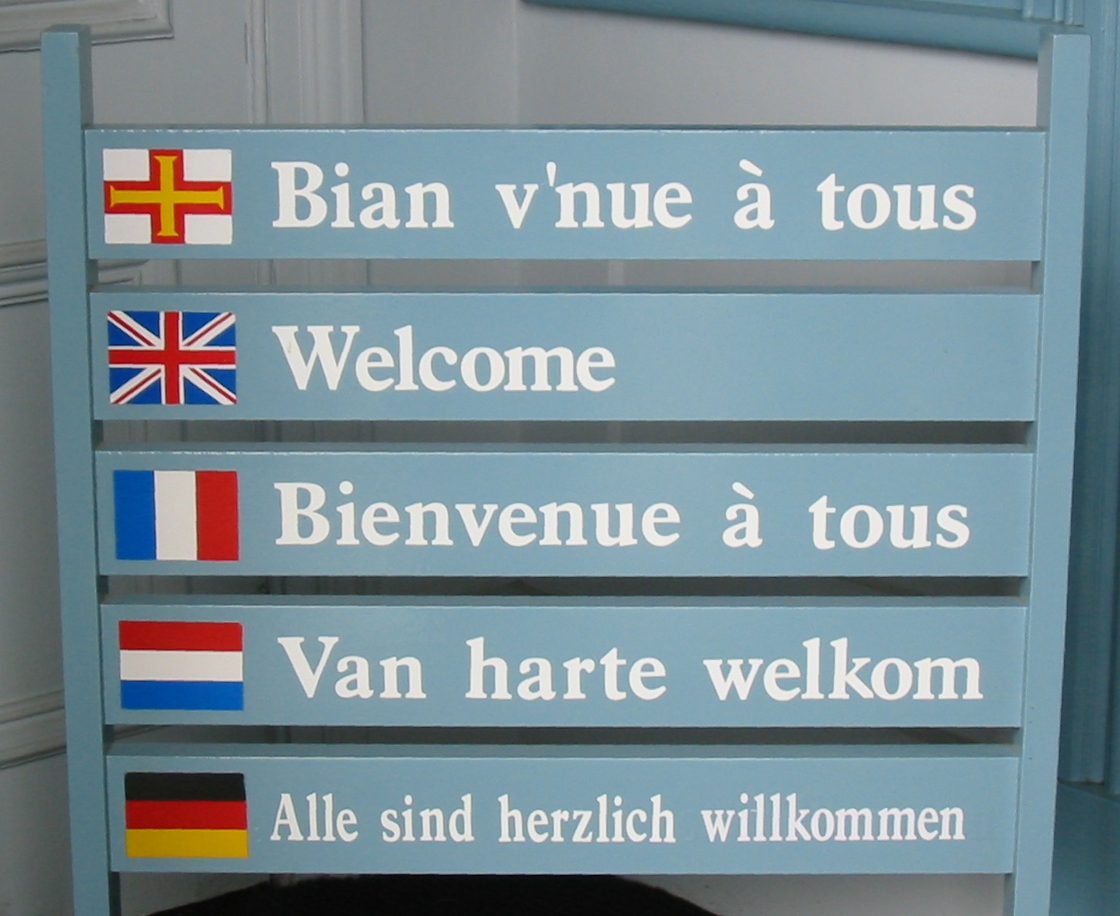
Mensajes de bienvenida en la oficina de turismo de Saint Peter Port. El primero está en dgèrnésiais.

El guerneseyés (autoglotónimo dgèrnésiais)  también conocido como guernesiano, Guerneseyese, Dgèrnésiais, francés de Guernsey y francés normando de Guernsey  es una variedad lingüística del idioma normando con influencias nórdicas e inglesas, que ha evolucionado de forma aislada al normando estándar (considerado extinto en la isla de Herm, y en peligro de extinción en el resto de las islas). El guerneseyés es lengua oficial en todas las islas pertenecientes a Bailía de Guernsey y a Islas del Canal.
Como parte de las lenguas de oïl, tiene sus raíces en el latín, pero ha sido fuertemente influenciada tanto por el nórdico antiguo como por el inglés en diferentes momentos de su historia. Existe una inteligibilidad mutua con cierta dificultad entre los hablantes de Jèrriais de Jersey y los hablantes de normando continental de Normandía. El guernésiais se parece más al dialecto normando continental hablado en La Hague en la península de Cotentin en Francia.
El guernésiais ha recibido menos influencia del francés estándar que el jèrriais, pero, si a la inversa, del inglés. Se han importado nuevas palabras para los fenómenos modernos: por ejemplo, le bike y le gas-cooker. 
Existe una rica tradición poética en la lengua de Guernsey. Las canciones de Guernsey se inspiraron en el mar, en figuras retóricas coloridas, en el folclore tradicional y en el entorno natural de la isla. El principal poeta en el idioma guerneseyés fue George Métivier (1790-1881), contemporáneo de Victor Hugo, que influyó e inspiró a los poetas locales para que imprimieran y publicaran su poesía tradicional. Métivier mezcló topónimos locales, nombres de aves y animales, dichos tradicionales y fragmentos transmitidos oralmente de poesía medieval para crear sus Rimes Guernesiaises (1831). Denys Corbet (1826-1910) fue considerado el "último poeta" del guernseyes y publicó muchos poemas en su época en su lengua materna, tanto en el periódico de la isla como en forma privada.
El censo de 2001 muestra que 1327 (el 2 % de los habitantes de la isla) hablan esta lengua de forma fluida. Se ha de tener en cuenta que el 70 % de los hablantes tienen 64 años o más y entre los jóvenes solo el 0,1 % saben hablar el normando.
El diccionario más reciente de Guernésiais, Dictiounnaire Angllais-guernesiais de Marie de Garis , fue publicado en 1967 y revisado en 1982.

## Historia
Guernsey formaba parte de Normandía hasta que esta fue conquistada por los reyes franceses. En las Islas del Canal se desarrolló una variante de la lengua normanda que perduró durante siglos. El guernésiais es considerado una de las lenguas de oïl, al igual que el francés y sus parientes más cercanos. Tras la separación de Guernsey y Normandía, refugiados protestantes franceses llegaron a la isla huyendo de la persecución en Francia continental. Estos refugiados rápidamente ganaron influencia y ocuparon posiciones de poder en la educación, la religión y el gobierno. Esto explica la larga tradición de una relación diglósica entre el francés y el guernésiais, donde el francés tenía prestigio mientras que el guernésiais no. 
El idioma inglés comenzó a difundirse en Guernsey en la era de las guerras napoleónicas, durante las cuales hubo un importante despliegue de soldados ingleses en la isla así como un aumento del turismo y la inmigración inglesa.Con la ocupación alemana de Guernsey de 1940 a 1945, el guernésico sufrió un mayor declive porque los niños fueron evacuados de la isla, lo que resultó en que el guernésico no se transmitiera a gran parte de su generación.Es a partir de este punto en adelante que el guernésico continuó disminuyendo en uso y así, según el censo de 2001 realizado en Guernsey, solo el 2,2% de la población en ese momento informó ser fluido en guernésico.
El poeta de Guernsey George Métivier, apodado el Burns de Guernsey , fue el primero en producir un diccionario de la lengua normanda en las Islas del Canal, el Dictionnaire Franco-Normand (1870). Este estableció la primera ortografía estándar, posteriormente modificada y modernizada. Entre sus obras poéticas se encuentran Rimes Guernesiaises, publicada en 1831.
El príncipe Louis Lucien Bonaparte publicó el Evangelio de Mateo de la traducción de George Métivier en gueryenes en Londres en 1863 como parte de su investigación filológica. Por su parte, Thomas Martin tradujo al guernésia la Biblia, las obras de William Shakespeare, doce obras de Pierre Corneille, tres obras de Thomas Corneille, veintisiete obras de Molière, veinte obras de Voltaire y El estudiante español de Henry Wadsworth Longfellow.
El poeta Tam Lenfestey publicó poesía en periódicos de Guernsey y en forma de libro. Thomas Henry Mahy escribió Dires et Pensées du Courtil Poussin, una columna regular en La Gazette Officielle de Guernesey , desde 1916, que se publicó en una colección en forma de folleto en 1922. En 1927, Thomas Alfred Grut publicó Des lures guernesiaises , otra colección de columnas periodísticas. También tradujo algunas de las historias en jerria de Philippe Le Sueur Mourant al dèrnésiais. Marjorie Ozanne escribió cuentos que se publicaron en Guernsey Evening Press entre 1949 y 1965. Algunos de sus primeros textos se pueden encontrar en La Gazette de Guernesey, en la década de 1920, Ken Hill tradujo muchos de los cuentos y poemas de Marjorie Ozanne al inglés con el acento de Guernsey de principios del siglo XX.
El diccionario de Métivier fue reemplazado por el Dictiounnaire Angllais-Guernésiais de Marie de Garis (1910-2010) ; primera edición publicada en 1967, suplementos en 1969 y 1973, tercera edición en 1982.
En 2007, se emprendieron esfuerzos para revitalizar el guernésico a nivel oficial, cuando el gobierno nombró un Oficial de Apoyo Lingüístico (LSO), aunque con una dirección ambigua. El puesto se mantuvo solo hasta 2011; después de eso, no hubo reemplazo y en su lugar se formó una Comisión de Lengua para apoyar los esfuerzos de revitalización del guernésico por parte de grupos más pequeños.
Aunque el guernés no tiene estatus de idioma oficial de la isla, aún se están realizando esfuerzos de revitalización a pequeña escala.  Un grupo, Le Coumité d'la Culture Guernesiaise, organiza actividades y eventos que celebran el guernés. El festival cultural Eisteddfod es un evento público donde los asistentes pueden disfrutar de obras de teatro, poemas y música interpretadas en guernés. También hay un coro local en Guernsey llamado La Guaine du Vouest que realiza actuaciones musicales en guernés para promover aún más el idioma y el patrimonio cultural y lingüístico de Guernsey.

## Ejemplos
| Dgèrnésiais                  | Francés                                                           | Español           | Inglés                                  |
| Quaï temps qu'i fait?        | Quel temps fait-il ? Coloquial: Quel temps qu'il fait ?           | ¿Qué tiempo hace? | What's the weather like?                |
| I' fait caoud ogniet         | Il fait chaud aujourd'hui                                         | Hoy hace calor    | It's warm today                         |
| Tchi qu'est vote naom?       | Comment vous appelez-vous ? Quel est votre nom?                   | ¿Cómo te llamás?  | What's your name?                       |
| Coume tchi que l'affaire va? | Comment vont les affaires ? Coll: comment que vont les affaires ? | ¿Cómo estás?      | How are you? Lit. How's business going? |
| Quaï heure qu'il est?        | Quelle heure est-il ? Coll: Quelle heure qu'il est ?              | ¿Qué hora es?     | What's the time?                        |
| À la perchoine               | Au revoir À la prochaine                                          | Nos vemos         | See you next time                       |
| Mercie bian                  | Merci beaucoup Coll: Merci bien                                   | Muchas gracias    | Thank you very much                     |
| chén-chin                    | ceci                                                              | Eso               | this                                    |
| ch'techin                    | celui-ci                                                          | Esto              | this one                                |
| Lâtchiz-mé                   | Laissez-moi                                                       | Déjame            | Leave me                                |